# Klara Prillowa
Klara Prillowa (ur. 11 lutego 1907 w Bydgoszczy, zm. 6 października 1991 w Kcyni) – artystka, działaczka społeczna, etnografka amatorka, rzeźbiarka pracująca głównie w glinie. Zajmowała się gromadzeniem i upowszechnianiem artefaktów kultury ludowej. Działaczka Polskiego Towarzystwa Ludoznawczego, ściśle związana z Muzeum Etnograficznym im. Marii Znamierowskiej-Prüfferowej w Toruniu.

## Życiorys

### Edukacja i młodość
Urodziła się w rodzinie mieszczańskiej na bydgoskim Wilczaku jako córka Maksymiliana i Wandy (z d. Nowakowskiej) Gackowskich. Ojciec Klary był rzemieślnikiem, montował kolejowe urządzenia sygnalizacyjne. Rodzina często przeprowadzała się: mieszkali w Miłosławiu, Środzie, Grodzisku Wielkopolskim oraz Zbąszynie. W tym ostatnim Klara ukończyła siedmioletnią szkołę powszechną. Później rodzina przeniosła się do Bydgoszczy, gdzie ojciec podjął pracę zecera w jednej z tamtejszych drukarni. W dzieciństwie Klara odznaczała się dużym talentem i zainteresowaniem artystycznym, w szczególności rzeźbą oraz muzyką. W wieku dziesięciu lat rozpoczęła naukę gry na skrzypcach. Odznaczała się absolutnym słuchem i ogromnym zapałem do nauki. W roku 1949 rozpoczęła naukę w trzyletnim ognisku plastycznym dla dorosłych w Bydgoszczy, które ukończyła z wynikiem bardzo dobrym. Jej działalność twórcza rozpoczęła się jednak już w 1927 roku.
W 1931 roku poślubiła Pawła Prilla, mistrza malarskiego, malarza polichromii kościelnych, który współpracował z malarzem Wiktorem Gosienieckim. Po ślubie przeprowadziła się do Kcyni koło Szubina, gdzie jej małżonek prowadził warsztat. W 1937 roku urodził się ich pierwszy syn, któremu zgodnie z rodzinną tradycja nadano imię Maksymilian (jak ojciec i brat Klary). Pięć lat później na świat przyszła córka, Jadwiga.

### Działalność artystyczna
W podwórzu swego domu w Kcyni przy ulicy Ogrodowej 4 Prillowa urządziła małą pracownię rzeźbiarską, w której pracowała przez prawie 50 lat. Jak napisano w biogramie artystki przy okazji przyznania jej Nagrody im. Oskara Kolberga, jej „figurki wyróżniały się poprawnym kształtem, rysunkiem, opracowaniem szczegółów zdobniczych oddających wiernie portretowane postacie. Były to przede wszystkim postacie z życia wsi: kobiety i mężczyźni różnych zawodów i w różnych scenach obrzędowo-zwyczajowych, dzieci, muzykanci, kolędnicy, pary taneczne itp. Rzeźbiła też świątki, wielofiguralne sceny o treściach religijnych”. Rozmiłowana była w regionalnej kulturze Pałuk. Po II wojnie światowej skupiała wokół siebie mieszkańców Kcyni, miłośników sztuki i tradycji ludowej. Od 1947 roku prowadziła szkółkę rzeźbiarską dla dzieci.
Po przerwie, w trakcie której doszkalała się plastycznie, powróciła do swojej pracowni. W tym czasie poznała prof. Marię Znamierowską-Prüfferową, kierowniczkę działu etnograficznego Muzeum Pomorskiego w Toruniu, która jako pierwsza otoczyła opieką twórczość rzeźbiarki i ukazała jej prace środowisku etnograficznemu. W 1953 roku trafiły one do toruńskiego Muzeum Pomorskiego na stałą wystawę sztuki ludowej północnej Polski, a w 1954 roku na Centralną Wystawę Rolniczą w Lublinie, co miało ogromne znaczenie w rozwoju dalszej pracy artystki.
Drugą postacią, która miała duży wpływ na działalność Prillowej była redaktorka Rozgłośni Bydgoskiej Polskiego Radia, Anna Jachnina. Gromadziła ona materiały dotyczące życia kulturalnego na wsiach i miasteczkach, przypominała stare obrzędy i zwyczaje ludowe. Z tą rozgłośnią i Jachniną, Prillowa współpracowała przez 30 lat, przyczyniając się do powstania i przygotowania ponad 300 audycji o zwyczajach, kulturze i muzyce Pałuk.

### Praca organizacyjna, społeczna i dydaktyczna
Klara Prillowa interesowała się ogromnie miejscowym folklorem. Poświęcała wiele czasu na gromadzenie elementów kultury ludowej Pałuk. Zbierała pieśni i legendy, zapisywała melodie i uczyła się starych tańców. Odbywała wiele pieszych wędrówek po Pałukach. Poszukiwała materialnych i niematerialnych części folkloru. Około 1952 roku została członkinią Polskiego Towarzystwa Ludoznawczego. Następnie założyła Koło Miłośników Pałuk w Kcyni.
Często zapraszała muzykantów pałuckich do swojego domu, gdzie odbywały się spotkania z tańcem oraz śpiewem, opowieściami o dawnych weselach, tradycyjnych zwyczajach i obrzędach. Dzięki nawiązanym kontaktom i znajomościom udało się Prillowej w roku 1955 stworzyć trzypokoleniowy Regionalny Zespół Pieśni i Tańca „Pałuki”, który skupiał starszych, młodzież i dzieci. Wspólnymi siłami skompletowano kilkanaście par regionalnych strojów, odtworzono tradycyjne hafty i koronki, pozyskano oryginalne, stare instrumenty. Wkrótce zespół stał się jednym z bardziej znanych zespołów folklorystycznych północnej Polski chętnie zapraszanym na przeróżne imprezy folklorystyczne, regionalne i ogólnopolskie oraz festiwale. W 1972 roku wyjechała po raz pierwszy za granicę, do Jugosławii do Zagrzebia na Międzynarodowy Festiwal Folklorystyczny.
Z czasem, kiedy zaczęło brakować miejsca w domostwie Prillów, udało się wywalczyć lokal na świetlicę. Jej otwarcie nastąpiło 8 grudnia 1956 roku, co było wielkim wydarzeniem dla miejscowej społeczności. Kierowniczką nowo otwartej Świetlicy Regionalnej została Klara Prillowa. Miejsce to stało się ścisłym centrum jej działań i pracy. W sumie w świetlicy działało 14 różnych zespołów i kapel, które to wszystkie znajdowały się pod kierownictwem artystki odnosząc duże sukcesy. Pod koniec 1958 roku odbyła się w Kcyni impreza kulturalna, która otwierała wystawę pałuckiej sztuki ludowej w Kcyni. Było to owocem znajomości z Haliną Mikułowską, etnografką z Torunia, z którą penetrowały teren. W 1961 roku zorganizowała w Kcyni widowisko „Wesele pałuckie”.
W 1963 roku w Szubinie powstało Kujawsko-Pałuckie Towarzystwo Kulturalne, które było oddziałem KPTK w Bydgoszczy. Działaczka z Kcyni była jego członkinią, jak i wiceprezeską. W maju 1964 roku jej zespół „Pałuki” dał koncert w Teatrze Kameralnym w Bydgoszczy, a w 1970 roku Telewizja Polska nagrała w świetlicy dwie audycje o muzyce i tańcach pałuckich oraz lokalnych twórcach i artystach ludowych.
3 stycznia 1977 roku, w wieku siedemdziesięciu lat, Prillowa ucierpiała w wypadku i po leczeniu wymagała wielomiesięcznej rekonwalescencji. Przeszła w związku z tym na emeryturę i zamieszkała u syna w Poznaniu. W 1978 otrzymała nagrodę im. Oskara Kolberga. Zmarła w 1991 roku i została pochowana na kcyńskim cmentarzu parafialnym.

## Nagrody i odznaczenia
Za swą działalność otrzymała m.in. Krzyż Kawalerski Orderu Odrodzenia Polski, medal i nagrodę im. Oskara Kolberga oraz odznakę „Zasłużony Działacz Kultury”. Była stypendystką Ministerstwa Kultury i Sztuki. W 2017 roku Rada Gminy Kcyni podjęła uchwałę w sprawie nadania pośmiertnie Klarze Prillowej tytułu Honorowego Obywatela Gminy Kcynia. Jej imię nosi także Gminne Centrum Kultury i Biblioteki w Kcyni.